# Pirk János

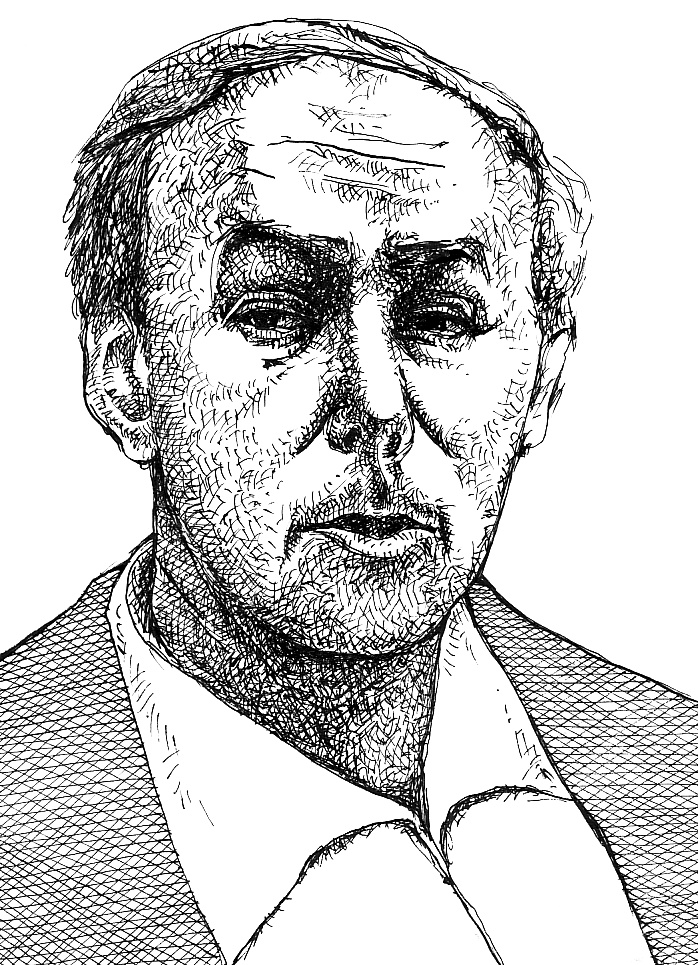
Pirk János arcképe
Muhi Sándor grafikája

Pirk János (Galánta, 1903. július 22. – Szentendre, 1989. március 1.) magyar festő és grafikus. A nagybányai művésztelep harmadik nemzedékének jeles képviselője, 1921-től 1944-ig kitartott Nagybányán.

## Életpályája
Korán árvaságra jutott, földműves nagyszüleihez került Szatmárra, ahol paraszti munkát kellett végeznie. A rajzolást már gyermekkorában igen kedvelte, ezért Litteczky Endre szatmári festőművészt kérték meg, hogy tanítsa. Szénrajzokat, kompozíciókat készített. Tudomására jutott, hogy Thorma János, az Aradi vértanúk c. festmény szerzője Nagybányán fest és tanít. 1921 nyarán hozzá sietett, 1 hónapot töltött a festőiskolában, Thorma János volt a mestere. Hamar hazahívták a nagyszülők dolgozni, de a továbbiakban igyekezett minden nyarát Nagybányán tölteni. Nagyon hamar nagyon sokat fejlődött. Ebből az időszakból valók kaszálók, kőtörők, szántó lovak témájú rajzai, az alakokat mind mozgásban ábrázolta.
1924-től Budapesten tanult a Képzőművészeti Főiskolán, ahol Réti István volt a mestere. Szorgalmasan dolgozott a főiskolán, érezte, hogy szükség van mesterségbeli tudásának fejlesztésére. Tanulmányait többször is meg kellett szakítania az otthoni gazdaságban végzendő munkálatok miatt, így főiskolai tanulmányait majd csak 1933-ban fejezte be. 1930-ban elnyerte a Székesfőváros festészeti díját. A festészeti díjjal járó pénzjutalmat párizsi utazásra költötte. Párizsban Puvis de Chavannes, Rembrandt, Courbet, Daumier, s mindenekelőtt Jean-François Millet művészete hatott rá. 1933-ban Korb Erzsébet ösztöndíjjal Olaszországba is kijutott, majd 1936/37-ben egy évet töltött állami ösztöndíjjal a római Collegium Hungaricumban, közben folyamatosan Nagybányán dolgozott, amennyit csak tudott. Végleg majd csak 1944-ben hagyta el Nagybányát, s Szentendrére költözött, a szentendrei művésztelepen lakott, de külön alkotott. 1970-74 között a szentendrei rajzkört vezette. 1980-tól tagja lett a Szentendrei Grafikus Körnek. Sikere volt rézkarcaival.

## Művészete
Első nagylélegzetű festői teljesítménye az érmihályfalvai római katolikus templom oldalfalát díszítő nagy (7X7,5 méter) falképe, melyet 1931-ben festett al secco eljárással. A kartonokat hozzá Réti István felügyelete mellett készítette a főiskolán. Páduai Szent Antal élettörténetéből ábrázolt két jelenetet a képen. Réti szerint nemes italianizmus érződik a képen mellőzve az erőltetett neoklasszicizmust vagy trecentizmust.
Igen termékeny alkotó volt, több stílust kipróbált, stílusváltozásait jól mutatják sorozatban rajzolt, festett önarcképei. Számos témáját gyakran sorozatokban újra és újra megfestette. Mind a természet, mind az alak- és mozgásábrázolás kiváló mestereként működött. Témaválasztása zárt, a földművelő népet ábrázolja olyannak, amilyennek gyermekkorában látta, vagy amilyennek még Millet látta. A Millet témáktól, s saját gyermek- és ifjú korában látottaktól nemigen tudott elszakadni. Szokás stílusát expresszív realizmusnak nevezni. Azonban azt is érdemes meggondolni, mennyi rokonságot mutatnak Mednyánszky László festményei, grafikái a nagybányai művésztelep termékeinek szociográfus, történeti elemeivel, s mennyi rokonság fűzi Pirk festményeit és grafikáit Mednyánszky alkotásaihoz, az örökös útkeresés, megkapaszkodás, a naturális expresszionizmus.

## Művei (válogatás)

### Festmények
- Magvető kék köpenyben (1933)
- Virág-hegy, Nagybánya (c. 1940)
- Kaszakalapáló (1942)
- Kártyázók (1945)
- Nyár (1947)
- Önarckép ablakkal (c. 1948)
- Október (1956)
- Feleségem és én, kettős portré (1960)
- Tengerihántás (1960)
- Tájkép színes parcellákkal (1960)
- Napraforgók (1964)
- Pipacsok (1980)

### Grafikák
- Húzó ló (tusrajz, 1944)
- Magvető grafikák 1930-tól 1984-ig számtalan változat
- Önarckép grafikák 1925-től 1984-ig számtalan változat

## Társasági tagság
- Nagybányai Festők Társasága (NFT)
- Barabás Miklós Céh
- Paál László Társaság
- Szentendrei Grafikai Műhely (1980-tól)

## Díjak, elismerések (válogatás)
- Munkácsy Mihály-díj (1958)
- Szocialista Kultúráért érdemérem (1968)
- Munkaérdemrend aranyfokozata (1973, 1983)
- Szentendre város díszpolgára (=Pro Urbe díj, 1973)
- Kiváló művész (1983)
- A Szakszervezetek Pest Megyei Tanácsának művészeti díja (1984)

## Külső hivatkozások
- Élete, képei a hung-art.hu oldalon